# Mardpetakan
Mardpetakan (en armeni: Մարդպետական) era el nom d'una regió històrica i d'un principat dins Baspracània, al Regne d'Armènia. S'estenia des de la regió d'Andzevatsik a Corduena, al sud del llac Van, fins a la Província de Siunia, al nord del riu Araxes. Les ciutats principals eren Bakurakert (Filadelfia) i Zaharevan (a la riba del llac Urmia)
El nom de la regió provenia del títol de mardpet, que originàriament era el nom que designava el príncep dinàstic del poble mardi, que més tard es va convertir en un títol que designava un alt càrrec, el «Gran camarlenc», a la cort dels reis arsàcides d'Armènia. En opinió de l'historiador Cyril Toumanoff, les terres que pertanyien als mardis van passar a la corona armènia, que les va donar al Gran Camarlenc. Aquest personatge va adoptar el títol de mardpet.
Després del destronament de l'últim rei arsàcida d'Armènia l'any 428, Mardpetakan va passar a la dinastia Arzerúnia, que més tard establiria el Regne de Baspracània al segle x. Després de la repartició d'Armènia entre l'Imperi Romà d'Orient i els sassànides l'any 591, Mardpetakan, juntament amb altres set principats propers, va passar a formar part de la província reial anomenada Vazurg Armanān o Gran Armènia, del regne sassànida.
Estava dividida en diversos districtes:
- Bakan o Bakian
- Gazrikan
- Artavanian
- Gabitian, dividit en:
  - Tajgrian
  - Zarehavan[2]